# Xeodrifter
Xeodrifter è un videogioco sviluppato e pubblicato da Renegade Kid per Nintendo 3DS. Il titolo è stato convertito per Microsoft Windows, Wii U, PlayStation 4, PlayStation Vita e Nintendo Switch.

## Modalità di gioco
Xeodrifter unisce elementi di Metroid con caratteristiche di Mutant Mudds, altro titolo sviluppato da Renegade Kid.